# Campo Magro
Campo Magro es un municipio brasileño del estado de Paraná. Su población en 2010 es de 24.836 habitantes.

## Historia
La historia del municipio se remonta al período histórico de las exploraciones auríferas en el sertón de Curitiba. La primera población en el territorio que constituye el actual municipio de Campo Magro fue iniciada hace más de tres siglos.

## Turismo
Es también conocido por la Línea Verde, que se compone de una serie de puntos turísticos esparcidos por una gigantesca área verde de la cual está compuesta el municipio.

## Hidrografía
Debido al rico potencial hídrico, Campo Magro posee en su territorio parte de dos unidades de conservación, el APA (Área de Protección Ambiental) del Río Passaúna y la UTP (Unidad Territorial de Planeamiento) del Río Verde, que conservan el medio ambiente como un remanente de la naturaleza en las proximidades de Curitiba, capital del Estado.